# Iveta Benešová
Iveta Benešová (anterior Iveta Melzer, Most, Txecoslovàquia, 1 de febrer de 1983) és un tennista txecoslovaca retirada de la competició.
En el seu palmarès consten dos títols individuals, catorze en dobles femenins i un en dobles mixts en el circuit WTA. Aquests resultats li van permetre arribar al 25è lloc del rànquing individual i al 17è del rànquing de dobles femenins. En els seus resultats destaca el títol de Grand Slam aconseguit a Wimbledon en la modalitat de dobles mixts junt a la seva parella sentimental d'aleshores, l'austríac Jürgen Melzer.
Es va casar amb el també tennista Jürgen Melzer el 14 de setembre de 2012 al Castell de Laxenbourg, Àustria.  Va adoptar el seu cognom mentre va durar el seu matrimoni fins a l'any 2015, i va recuperar el seu cognom original.

## Torneigs de Grand Slam

### Dobles mixts: 1 (1−0)
| Resultat   | Núm. | Any  | Torneig   | Parella       | Oponents                       | Marcador |
| ---------- | ---- | ---- | --------- | ------------- | ------------------------------ | -------- |
| Guanyadora | 1.   | 2011 | Wimbledon | Jürgen Melzer | Ielena Vesninà Mahesh Bhupathi | 6−3, 6−2 |

## Palmarès

### Individual: 8 (2−6)
| Abans de 2009                | Després de 2009         |
| ---------------------------- | ----------------------- |
| Grand Slam (0−0)             |                         |
| WTA Tour Championships (0−0) |                         |
| Tier I (0−0)                 | Premier Mandatory (0−0) |
| Tier II (0−0)                | Premier 5 (0−0)         |
| Tier III (1−0)               | Premier (0−0)           |
| Tier IV i V (0−5)            | International (1−1)     |

| Títols per superfície |
| --------------------- |
| Dura (0−4)            |
| Gespa (0−0)           |
| Terra batuda (2−2)    |

| Resultat   | Núm. | Data                 | Torneig                    | Superfície   | Oponent            | Marcador    |
| ---------- | ---- | -------------------- | -------------------------- | ------------ | ------------------ | ----------- |
| Finalista  | 1.   | 14 d'octubre de 2002 | Bratislava, Eslovàquia     | Dura (i)     | Maja Matevžič      | 0−6, 1−6    |
| Guanyadora | 1.   | 1 de març de 2004    | Acapulco, Mèxic            | Terra batuda | Flavia Pennetta    | 7−6(5), 6−4 |
| Finalista  | 2.   | 12 d'abril de 2004   | Estoril, Portugal          | Terra batuda | Émilie Loit        | 5−7, 6−7(1) |
| Finalista  | 3.   | 24 d'agost de 2004   | Forest Hills, Estats Units | Dura         | Elena Likhovtseva  | 3−6, 2−6    |
| Finalista  | 4.   | 9 de gener de 2006   | Hobart, Austràlia          | Dura         | Michaëlla Krajicek | 1−6, 2−6    |
| Finalista  | 5.   | 14 d'abril de 2008   | Estoril (2)                | Terra batuda | Maria Kirilenko    | 4−6, 2−6    |
| Finalista  | 6.   | 12 de gener de 2009  | Hobart (2)                 | Dura         | Petra Kvitová      | 5−7, 1−6    |
| Guanyadora | 2.   | 26 d'abril de 2010   | Fes, Marroc                | Terra batuda | Simona Halep       | 6−4, 6−2    |

### Dobles femenins: 26 (14−12)
| Abans de 2009                | Després de 2009         |
| ---------------------------- | ----------------------- |
| Grand Slam (0−0)             |                         |
| WTA Tour Championships (0−0) |                         |
| Tier I (0−3)                 | Premier Mandatory (0−0) |
| Tier II (2−1)                | Premier 5 (1−0)         |
| Tier III (1−3)               | Premier (3−1)           |
| Tier IV i V (1−0)            | International (6−4)     |

| Títols per superfície |
| --------------------- |
| Dura (9−6)            |
| Gespa (0−1)           |
| Terra batuda (4−4)    |
| Moqueta (1−1)         |

| Resultat   | Núm. | Data                   | Torneig                         | Superfície   | Parella                    | Oponents                                  | Marcador            |
| ---------- | ---- | ---------------------- | ------------------------------- | ------------ | -------------------------- | ----------------------------------------- | ------------------- |
| Finalista  | 1.   | 18 de juliol de 2004   | Stanford, Estats Units          | Dura         | Claudine Schaul            | Eleni Daniilidou Nicole Pratt             | 2−6, 4−6            |
| Guanyadora | 1.   | 13 de febrer de 2005   | París, França                   | Moqueta (i)  | Květa Peschke              | A. Medina Garrigues Dinara Safina         | 6−2, 2−6, 6−2       |
| Finalista  | 2.   | 17 d'abril de 2005     | Charleston, Estats Units        | Terra batuda | Květa Peschke              | Conchita Martínez V. Ruano Pascual        | 1−6, 4−6            |
| Finalista  | 3.   | 19 de juny de 2005     | 's-Hertogenbosch, Països Baixos | Gespa        | Núria Llagostera Vives     | A. Medina Garrigues Dinara Safina         | 6−4, 2−6, 7−6(9)    |
| Finalista  | 4.   | 15 d'octubre de 2006   | Moscou, Rússia                  | Moqueta (i)  | Galina Voskobóieva         | Francesca Schiavone Květa Peschke         | 4−6, 7−6(4), 1−6    |
| Finalista  | 5.   | 6 de gener de 2007     | Gold Coast, Austràlia           | Dura         | Galina Voskobóieva         | Dinara Safina Katarina Srebotnik          | 3−6, 4−6            |
| Guanyadora | 2.   | 30 de setembre de 2007 | Luxemburg, Luxemburg            | Dura (i)     | Janette Husárová           | Viktória Azàrenka Shahar Pe'er            | 6−4, 6−2            |
| Guanyadora | 3.   | 24 de febrer de 2008   | Bogotà, Colòmbia                | Terra batuda | Bethanie Mattek            | J. Kostanić Tošić Martina Müller          | 6−3, 6−3            |
| Finalista  | 6.   | 2 de març de 2008      | Acapulco, Mèxic                 | Terra batuda | Petra Cetkovská            | N. Llagostera Vives M.J. Martínez Sánchez | 2−6, 4−6            |
| Finalista  | 7.   | 18 de maig de 2008     | Roma, Itàlia                    | Terra batuda | Janette Husárová           | Chuang Chia-jung Chan Yung-jan            | 6−7(5), 3−6         |
| Guanyadora | 4.   | 3 d'agost de 2008      | Estocolm, Suècia                | Dura         | Barbora Záhlavová-Strýcová | Petra Cetkovská Lucie Šafářová            | 7−5, 6−4            |
| Finalista  | 8.   | 8 de març de 2009      | Monterrey, Mèxic                | Dura         | Barbora Záhlavová-Strýcová | Nathalie Dechy Mara Santangelo            | 3−6, 4−6            |
| Finalista  | 9.   | 19 de juliol de 2009   | Praga, Txèquia                  | Terra batuda | Barbora Záhlavová-Strýcová | Katerina Bondarenko Alona Bondarenko      | 1−6, 2−6            |
| Finalista  | 10.  | 29 d'agost de 2009     | New Haven, Estats Units         | Dura         | Lucie Hradecká             | N. Llagostera Vives M.J. Martínez Sánchez | 2−6, 6−7            |
| Guanyadora | 5.   | 25 d'octubre de 2009   | Luxemburg (2)                   | Dura (i)     | Barbora Záhlavová-Strýcová | Vladimíra Uhlířová Renata Voráčová        | 6−1, 0−6, [10−7]    |
| Guanyadora | 6.   | 14 de febrer de 2010   | París (2)                       | Dura (i)     | Barbora Záhlavová-Strýcová | Cara Black Liezel Huber                   | Renúncia            |
| Guanyadora | 7.   | 7 de març de 2010      | Monterrey                       | Dura         | Barbora Záhlavová-Strýcová | Anna-Lena Grönefeld Vania King            | 3−6, 6−4, [10−8]    |
| Guanyadora | 8.   | 26 d'abril de 2010     | Fes, Marroc                     | Terra batuda | Anabel Medina Garrigues    | Lucie Hradecká Renata Voráčová            | 6−3, 6−1            |
| Guanyadora | 9.   | 2 d'octubre de 2010    | Tòquio, Japó                    | Dura         | Barbora Záhlavová-Strýcová | Shahar Pe'er Peng Shuai                   | 6−4, 4−6, [10−8]    |
| Finalista  | 11.  | 24 d'octubre de 2010   | Luxemburg                       | Dura (i)     | Barbora Záhlavová-Strýcová | Timea Bacsinszky Tathiana Garbin          | 4−6, 4−6            |
| Guanyadora | 10.  | 15 de gener de 2011    | Sydney, Austràlia               | Dura         | Barbora Záhlavová-Strýcová | Květa Peschke Katarina Srebotnik          | 4−6, 6−4, [10−7]    |
| Guanyadora | 11.  | 6 de març de 2011      | Monterrey (2)                   | Dura         | Barbora Záhlavová-Strýcová | Anna-Lena Grönefeld Vania King            | 6−7(8), 6−2, [10−6] |
| Guanyadora | 12.  | 1 de maig de 2011      | Barcelona, Espanya              | Terra batuda | Barbora Záhlavová-Strýcová | Natalie Grandin Vladimíra Uhlířová        | 5−7, 6−4, [11−9]    |
| Guanyadora | 13.  | 23 d'octubre de 2011   | Luxemburg (3)                   | Dura (i)     | Barbora Záhlavová-Strýcová | Lucie Hradecká Iekaterina Makàrova        | 7−5, 6−3            |
| Guanyadora | 14.  | 29 d'abril de 2012     | Stuttgart, Alemanya             | Terra batuda | Barbora Záhlavová-Strýcová | Julia Görges Anna-Lena Grönefeld          | 6−4, 7−5            |
| Finalista  | 12.  | 1 de març de 2014      | Acapulco (2)                    | Dura         | Petra Cetkovská            | Kristina Mladenovic Galina Voskobóieva    | 3−6, 6−2, [5−10]    |

### Dobles mixts: 1 (1−0)
| Resultat   | Núm. | Data                | Torneig               | Superfície | Parella       | Oponents                       | Marcador |
| ---------- | ---- | ------------------- | --------------------- | ---------- | ------------- | ------------------------------ | -------- |
| Guanyadora | 1.   | 3 de juliol de 2011 | Wimbledon, Regne Unit | Gespa      | Jürgen Melzer | Ielena Vesninà Mahesh Bhupathi | 6−3, 6−2 |

## Trajectòria

### Individual
| Open d'Austràlia | Q2   | 1R   | Q3    | 1R          | 3R          | 2R          | Q2    | 2R          | 2R          | 4R          | 4R    | A   | A   | 0 / 8     | 11 – 8    |
| Roland Garros | 2R   | 1R   | 1R    | 2R          | 2R          | 1R          | 3R    | 3R          | 1R          | 1R          | 1R    | A   | 1R  | 0 / 12    | 7 – 12    |
| Wimbledon | 1R   | 1R   | 1R    | 1R          | 1R          | 2R          | 1R    | 2R          | 1R          | 2R          | 1R    | A   | A   | 0 / 11    | 3 – 11    |
| US Open | 1R   | 1R   | 2R    | 1R          | 1R          | 1R          | 2R    | 1R          | 2R          | 1R          | 1R    | A   | A   | 0 / 11    | 3 – 11    |
| Jocs Olímpics | NC   | NC   | 1R    | No celebrat | No celebrat | No celebrat | 2R    | No celebrat | No celebrat | No celebrat | A     | NC  | NC  | 0 / 2     | 1 – 2     |
| Total Victòries–Derrotes | 8−10 | 9−21 | 25−20 | 21−28       | 17−22       | 6−17        | 22−18 | 29−27       | 18−24       | 15−24       | 11−17 | 0−0 | 0−5 | 181 – 233 | 181 – 233 |
| Rànquing a final d'any | 81   | 140  | 36    | 54          | 60          | 119         | 43    | 39          | 60          | 54          | 81    | –   | –   |           |           |
| Llegenda: G: Guanyadora; F: Finalista; SF: Semifinalista; QF: Quarts de final; Q: Qualificació; A: Absent; RR: Round Robin; NC: No celebrat; |      |      |       |             |             |             |       |             |             |             |       |     |     |           |           |

### Dobles femenins
| Open d'Austràlia | A   | A   | 1R    | 1R          | 1R          | 1R          | 3R    | 2R          | 2R          | 3R          | 2R    | A   | A   | 0 / 9     | 7 – 9     |
| Roland Garros | A   | A   | 1R    | 3R          | 3R          | 1R          | 1R    | 2R          | 3R          | 1R          | 1R    | A   | 1R  | 0 / 10    | 7 – 10    |
| Wimbledon | A   | A   | 1R    | 1R          | 2R          | 1R          | 2R    | 3R          | 3R          | 3R          | 2R    | A   | A   | 0 / 9     | 9 – 9     |
| US Open | A   | A   | 2R    | 1R          | 1R          | 2R          | 2R    | 2R          | 3R          | QF          | 2R    | A   | A   | 0 / 9     | 10 – 9    |
| Jocs Olímpics | NC  | NC  | A     | No celebrat | No celebrat | No celebrat | 1R    | No celebrat | No celebrat | No celebrat | A     | NC  | NC  | 0 / 1     | 0 – 1     |
| Total Victòries–Derrotes | 2−6 | 5−8 | 14−20 | 22−25       | 18−18       | 20−16       | 24−18 | 29−19       | 32−17       | 32−17       | 18−17 | 0−0 | 4−4 | 198 – 185 | 198 – 185 |
| Rànquing a final d'any | 190 | 130 | 63    | 38          | 35          | 34          | 35    | 34          | 21          | 29          | 36    | –   | –   |           |           |
| Llegenda: G: Guanyadora; F: Finalista; SF: Semifinalista; QF: Quarts de final; Q: Qualificació; A: Absent; RR: Round Robin; NC: No celebrat; |     |     |       |             |             |             |       |             |             |             |       |     |     |           |           |

### Dobles mixts
| Open d'Austràlia | 1R  | A   | SF  | 1R  | A   | 2R  | A   | A   | 0 / 4   | 4 – 4   |
| Roland Garros | A   | 1R  | 1R  | 1R  | QF  | A   | A   | 1R  | 0 / 5   | 2 – 5   |
| Wimbledon | A   | 2R  | QF  | SF  | G   | 2R  | A   | A   | 0 / 5   | 12 – 5  |
| US Open | A   | A   | 2R  | A   | 1R  | 1R  | A   | A   | 0 / 3   | 1 – 3   |
| Total Victòries–Derrotes | 0−1 | 1−2 | 6−4 | 3−3 | 7−3 | 2−3 | 0−0 | 0−1 | 19 – 17 | 19 – 17 |
| Llegenda: G: Guanyadora; F: Finalista; SF: Semifinalista; QF: Quarts de final; Q: Qualificació; A: Absent; RR: Round Robin; NC: No celebrat; |     |     |     |     |     |     |     |     |         |         |